# 海江镇
海江镇，是中华人民共和国黑龙江省黑河市嫩江市下辖的一个乡镇级行政单位。
海江镇的得名，源于纪念张海江（1910～1946）烈士。张海江于1946年成为嫩江县华丰区四季屯（今海江镇海江村）农会主任、并秘密参加中国共产党（当时基层党组织、党员均不公开），领导了该地的清算汉奸反霸分地斗争。1946年8月12日，逃亡在外的吕显廷勾结政治土匪潜入四季屯，将张海江等人掠至巨贤屯（今海江镇集贤村），将张海江吊在房梁上酷刑折磨，翌日枪杀。1946年9月3日，中共嫩江县委、县民主政府在四季屯举行追悼大会。为缅怀烈士，在四季屯修建了烈士陵墓。1948年建立基层区、乡、村政权时，将四季屯命名为“海江村”。1956年撤区建乡后，海江村所在的乡、公社和镇均以烈士名字命名。

## 行政区划
海江镇下辖以下地区：
中心村、长华村、长红村、红塔村、幸福村、东风村、山河村、五星村、嫩光村、红星村、胜利村、曙光村、长胜村、新胜村、金星村和福胜村。